# サソリ固め

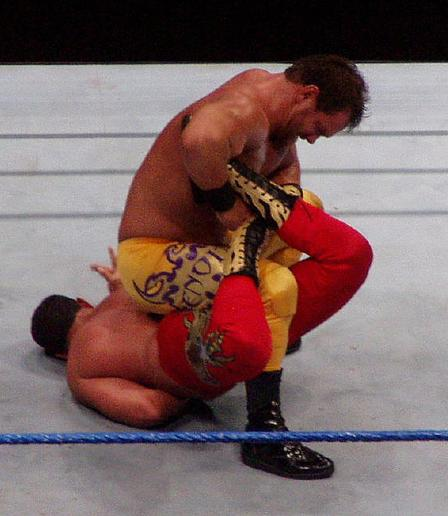
クリス・ベノワによるサソリ固め（シャープ・シューター）。

サソリ固め（サソリがため）は、プロレス技の一種である。スコーピオン・デスロック（Scorpion Deathlock）とも呼ばれている。英語圏ではブレット・ハートが名付けたシャープシューター（Sharpshooter）と呼ばれている。

## 概要
倒れている相手の両足の間に右足を入れて相手の左脇腹の横へ踏み込んで、相手の両足を膝でクロスさせて相手の右足を自分の右腕でロックし、右足を軸にして反転（ステップオーバー）して相手をひっくり返すしてから腰を落とす。掛けられた相手の姿がサソリのように見えることからこの名が付いた。
完全に極まれば相手の足首、膝、腰が締め上げられて、また気道や横隔膜の動きが制限されるため相手を窒息させる効果もある（実際、遊びや体罰でサソリ固めや逆エビ固めを一般人にかけて死亡させた例がある）。フィニッシュ・ホールドとして使用されていることも多い。

## 日本におけるサソリ固め
カール・ゴッチが開発したとされ、日本では長州力がフィニッシュ・ホールドとしてデビュー当初から用いたことで有名になった。長州と藤波辰爾との抗争の際には、この技を藤波も頻繁に用い、テレビ放送では実況アナウンサーの古舘伊知郎により「掟破りの逆サソリ」と形容された（当時は「他の選手の必殺技は使わない」という暗黙の了解があった）。
長州の代名詞的な技であるため他の使い手は少ないが、女子プロレスにおいては長与千種が早くから取り入れ、タッグパートナーのライオネス飛鳥との2人同時のサソリ固めを得意技としていた。長州以外の男子選手では石川孝志（大相撲出身であることからスモーピオン・デスロックと呼ばれた）、GENTARO、SB KENToが主な使い手である。

### 日本以外におけるサソリ固め
日本以外ではアメリカのWWEで活躍したブレット・ハートのフィニッシュ・ホールドとして認知されており、英語圏ではブレットの名付けたシャープシューターと呼ばれている（技名はブレットのニックネーム「ヒットマン」が由来）。この技をアメリカで初めて認知させたのはWCWで活躍したスティングであり、日本での英名と同じくスコーピオン・デスロックの名称で使用（スティングのモチーフはサソリ）。
ブレットは左利きであるため、左足を軸に技を掛けるので長州力らのサソリ固めとは形が左右対称となっている。日本では、それをシャープシューターとしてサソリ固めとは別の技とする見解もあったが、ショーン・マイケルズやクリス・ベノワらが使用している右で抱える形の技もシャープシューターと呼称されていることから、現在では同一の技として認識されている。
アメリカでは、この他に「リバース・フィギュア・フォー」「クローバー・リーフ・レッグ・レイス・クラブ」「グレイプヴァイン・ボストン・クラブ」などの名称で使用しているレスラーがいる。テリー・テイラーはコック・オブ・ザ・ウォークの名称を用いていた。
WWEでは団体史上最悪の汚点とも言われるモントリオール事件と因縁の深い技であり、ブレットのフィニッシュ・ホールドとして認知されていることから、ハート・ダンジョン出身者をはじめとするカナダ人レスラーが、この技を好んで使用する傾向にある。

## 派生技

### トライアングル・スコーピオン
三角式サソリ固め、サソリ式地獄固めとも呼ばれる。木村健悟のオリジナル技。相手の足のロックはそのままに、クロスした足を自分の股でロックする。デスロックの状態が深く極まる。ただこの技は、ロフティ・ブロムフィールドというニュージーランドのレスラーが、1930年代に 使っていたオクトパス・クランプという技と同型の技であり、同時期にはジャック・ガセックというレスラーも同じ技をインディアン・デスロックと称して使っていたという。

### サソリ弓矢固め
藤波辰爾のオリジナル技。サソリ固めを決めた状態で自分の片足を相手の背中につけて、相手をひっくり返し弓矢固めに移行する。あまり見栄えが良くなかったからか、ほんの一時期使用したのみで、現在は使われていない。

### ビーナス固め
ミミ萩原のオリジナル技。足のロックをしただけでひっくり返さない形。足をクロスしてのスタンディング式アキレス腱固め。

### エッジュケイター
エッジのオリジナル技。サソリ固めの体勢で相手の両足を自らの片右膝の上で交差させ、そこからステップ・オーバーせずに相手の身体だけを反転させて締め上げる変型シャープシューター2002年に初公開された技。当初は解説のジェリー・ローラーがFigure 4 edge lockと呼んだため日本語字幕では4のエッジ固めと訳されたが、後に現在の名称となる。最近では使わなかったが、2010年にベビーターン以降、稀に使うことがある。

### スモーピオン・デスロック
石川孝志が使用するものは、石川が大相撲出身という出自とあわせて「スモーピオン・デスロック」と呼ばれた。サソリ固めの体勢からステップオーバーをせず、そのまま後ろへ倒れこみ変形の足4の字固めとアキレス腱固めの複合技に持ち込むという独自のバリエーションを持っていた。
ザ・ロックもシャープシューターという技を使用していたが、足首を逆に組み小脇に抱えていただけであり、実質的には異なる技である。

## 対抗策
- 技を決められた後に腕立て伏せの姿勢で自分の体を持ち上げて、その勢いで相手を前のめりに倒す。または、そのまま前進してロープブレイクに持ち込む。
- 足を組まれ、相手がステップオーバーする直前に顔にビンタなどを打ち込んで回避する。
- 足を組まれ、相手がステップオーバーする直前にスモール・パッケージ・ホールドで返す。越中詩郎が武藤敬司とのタッグマッチで前田日明&高田伸彦組を破って第4代IWGPタッグ王者に就いたのが、この返しである（高田にサソリ固めをかけられる際に足を組まれ、ステップオーバーされる前に首固めで逆転の3カウントを奪った）。
- 技を決められる途中では、相手が体を反転させる時に自ら勢いを付けてバランスをくずして投げる。その後、相手の足首を持ってヒール・ホールドに持ちこむことが出来る。武藤敬司はかつて長州と対戦した際、サソリ固めを返し変形足4の字固めに捕えた。
- ブレット・ハートはシャープシューターを掛けてくる相手を、逆にシャープシューターに捕える返し技を持っていた。
- ステップオーバーされる時に相手の股を抜ける。

## その他
- 剛竜馬がテレビ朝日の番組『リングの魂』でこの技の実演を行おうとしたが、脚のロックが分からず数度に渡って挑戦するも、結局出来なかった。
- 佐々木健介はかつて長州の弟子だった頃に、この技を得意技としており、師匠同様の使い手の一人として広く認知されていたが、その長州と金銭関係をめぐるもつれで対立するようになって以来、この技を出さなくなった。
- 長州は藤原喜明にこの技をかけることができなかった。